# Steven Thomas

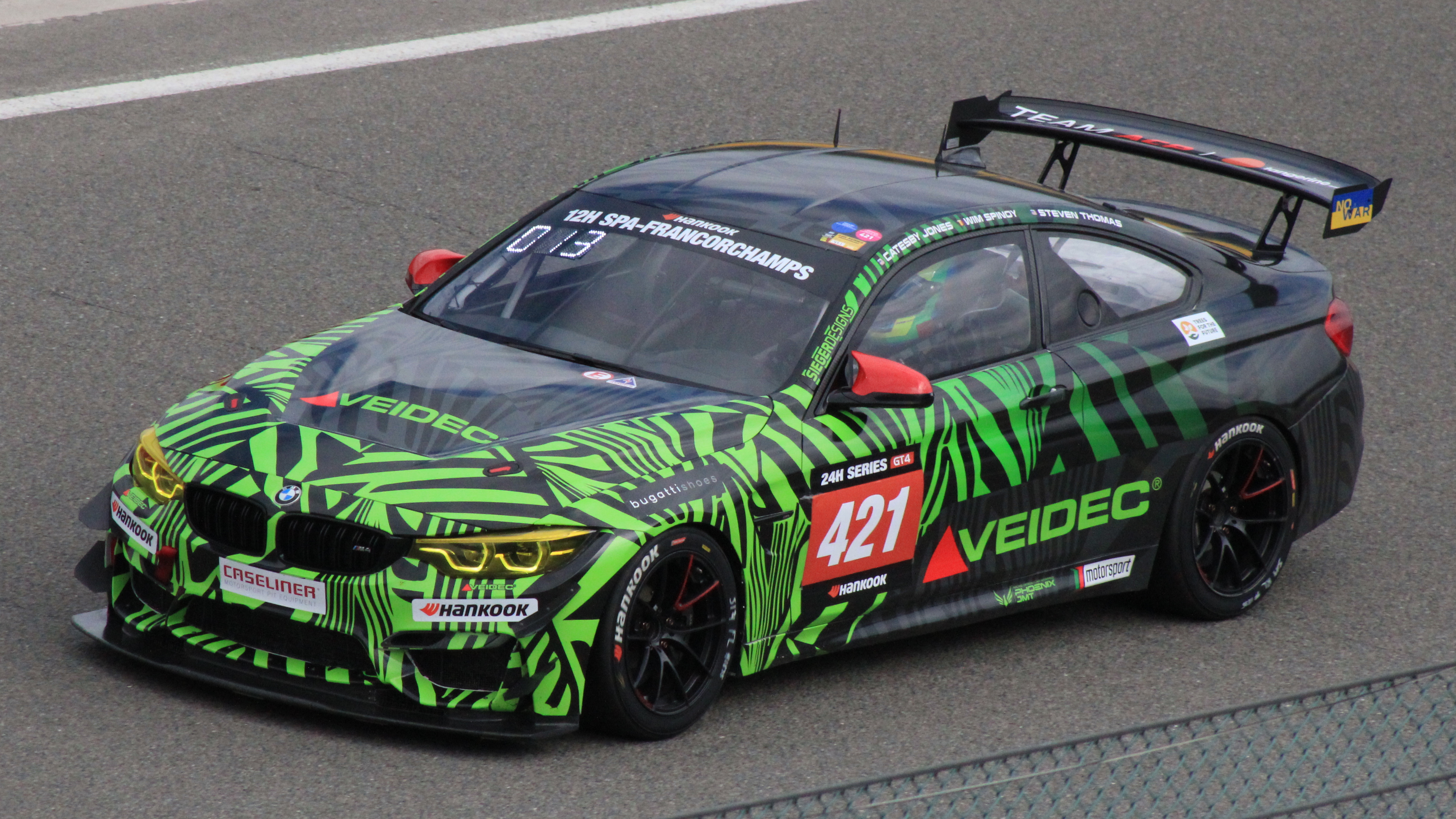
Steven Thomas im BMW M4 GT4, 2022 am Circuit de Spa-Francorchamps

Steven Thomas (* 12. Juli 1967 in East Point) ist ein US-amerikanischer Rechtsanwalt und Autorennfahrer.

## Karriere als Rennfahrer
Steven Thomas ist als Rechtsanwalt aktiv und Teilhaber von TAF Attorneys, einer in Las Vegas ansässigen Rechtsanwaltskanzlei. 2010 begann er in seiner Freizeit Autorennen zu fahren, eine Tätigkeit, die er 2017 intensivierte. Er fuhr in der Formula Mazda und stieg 2021 mit einem Oreca 07 in die IMSA WeatherTech SportsCar Championship ein. Gemeinsam mit Tristan Nunez, Thomas Merrill und Matthew Bell beendete er das 24-Stunden-Rennen von Daytona 2021 an der 16. Stelle der Gesamtwertung. Seine besten Platzierungen waren die achten Ränge beim 6-Stunden-Rennen von Watkins Gen und dem Petit Le Mans.
2022 wechselte er in die FIA-Langstrecken-Weltmeisterschaft und gab sein Debüt beim 24-Stunden-Rennen von Le Mans, wo er den 19. Endrang erreichte.

## Statistik

### Le-Mans-Ergebnisse
| Jahr | Team               | Fahrzeug | Teamkollege | Teamkollege  | Platzierung | Ausfallgrund |
| ---- | ------------------ | -------- | ----------- | ------------ | ----------- | ------------ |
| 2022 | Algarve Pro Racing | Oreca 07 | James Allen | René Binder  | Rang 19     |              |
| 2023 | Tower Motorsports  | Oreca 07 | René Rast   | Ricky Taylor | Ausfall     | Unfall       |

### Sebring-Ergebnisse
| Jahr | Team                      | Fahrzeug      | Teamkollege       | Teamkollege   | Platzierung | Ausfallgrund |
| ---- | ------------------------- | ------------- | ----------------- | ------------- | ----------- | ------------ |
| 2021 | WIN Autosport             | Oreca LMP2 07 | Thomas Merrill    | Tristan Nunez | Ausfall     | Motorschaden |
| 2022 | PR1 Mathiasen Motorsports | Oreca 07      | Jonathan Bomarito | Josh Pierson  | Rang 10     |              |
| 2023 | TDS Racing                | Oreca 07      | Scott Huffaker    | Mikkel Jensen | Rang 4      |              |
| 2024 | TDS Racing                | Oreca 07      | Hunter McElrea    | Mikkel Jensen | Rang 11     |              |
| 2025 | TDS Racing                | Oreca 07      | Hunter McElrea    | Mikkel Jensen | Rang 13     |              |

### Einzelergebnisse in der FIA-Langstrecken-Weltmeisterschaft
| Saison | Team               | Rennwagen | 1   | 2   | 3   | 4   | 5   | 6   | 7   |
| ------ | ------------------ | --------- | --- | --- | --- | --- | --- | --- | --- |
| 2022   | Algarve Pro Racing | Oreca 07  | SEB | SPA | LEM | MON | FUJ | BAH |     |
| 2022   | Algarve Pro Racing | Oreca 07  | 14  | 17  | 19  | 10  | 34  | 16  |     |
| 2023   | Tower Motorsports  | Oreca 07  | SEB | POR | SPA | LEM | MON | FUJ | BAH |
| 2023   | Tower Motorsports  | Oreca 07  | DNF |     |     |     |     |     |     |